# Salvatore Nicolosi

Bischofswappen

Salvatore Nicolosi (* 20. Februar 1922 in Pedara; † 10. Januar 2014 in Noto) war ein italienischer Geistlicher und römisch-katholischer Bischof von Noto.

## Leben
Salvatore Nicolosi studierte Philosophie und Theologie am Priesterseminar in Catania und empfing am 22. Oktober 1944 die Priesterweihe. Nach einem theologischen Lizenziatsstudium an der Päpstlichen Universität Gregoriana studierte er Kirchenrecht an der Päpstlichen Lateranuniversität sowie der Päpstlichen Diplomatenakademie. Er war mehrere Jahre Pfarrer an der Annunziata nella sua città natale in Pedara.
Am 21. März 1963 ernannte ihn Papst Paul VI. zum Bischof von Lipari. Die Bischofsweihe spendete ihm Carlo Kardinal Confalonieri, Sekretär der Konsistorialkongregation, am 21. April 1963 in der Kathedrale von Catania; Mitkonsekratoren waren Francesco Carpino, Kurienerzbischof und Offizial Konsistorialkongregation, und Guido Luigi Bentivoglio, Erzbischof von Catania. Sein bischöfliches Motto war „Questa è la nostra vittoria che ha sconfitto il mondo: la nostra fede“ (Das ist unser Sieg, der die Welt überwunden hat: unser Glaube. (1 Joh 5,4)).
Nicolosi war Konzilsvater der zweiten, dritten und vierten Sitzungsperiode des Zweiten Vatikanischen Konzils.
Am 27. Juni 1970 ernannte ihn Paul VI. zum Bischof von Noto. Er engagierte sich für die Fondazione Madre Teresa di Calcutta.
Am 19. Juni 1998 nahm Papst Johannes Paul II. seinen altersbedingten Rücktritt an.